# El Pabellón
El Pabellón es una localidad del estado mexicano de Guerrero. Es parte del municipio de Cuautepec.

## Demografía
| Gráfica de evolución demográfica |
|                                  |

| Censo | Población |
| ----- | --------- |
| 1960  | 751       |
| 1970  | 965       |
| 1980  | 1 058     |
| 1990  | 960       |
| 2000  | 979       |
| 2010  | 862       |
| 2020  | 1 059     |